# ヘニキ・ルイス・ジ・アンドラージ
ヘニキ・ルイス・ヂ・アンドラーデ（Henik Luiz de Andrade、1989年9月8日 - ）は、ブラジル・パラナ州出身のプロサッカー選手。ポジションはミッドフィールダー（MF）、ディフェンダー（DF）。

## 経歴
クリシューマECのユース出身で、2010年にプロデビューを果たし、カンピオナート・ブラジレイロ・セリエBで3試合に出場した。2011年は多くの出場機会を得て、全36試合に出場し1得点を挙げた。2012年3月にミナスジェライス州選手権に参加するためヴィラ・ノヴァACへレンタル移籍した。レンタル期間終了後、クリシューマに戻った。その後、ABCにレンタルされた。レンタル終了後、パラナとレッドブル・ブラジルからオファーを受け取ったが、クリシューマに残った。1年以上に渡り膝蓋腱の慢性炎症に悩まされていたため、2013年1月11日に両膝の外科手術を行った。
2014年1月、JリーグのFC岐阜に移籍した。怪我で開幕に間に合わなかったが、シーズン中盤に復帰。チーム事情からセンターバックもこなした。12月3日に契約更新が発表された。翌年も39試合に先発したが、契約面での折り合いがつかず所謂「0円提示」を受け岐阜を退団することになった。
2016年、ブラジルに戻りボタフォゴFCに移籍。しかしリーグ戦出場は4試合に留まり、オフに岐阜に復帰した。2017年シーズンは大木武監督のパスサッカーと自身のプレースタイルが合わず、定位置獲得には至らなかった。
2018年シーズンより栃木SCに移籍。2020年シーズンよりレノファ山口FCに移籍。
2022年シーズンよりFC岐阜へ5年ぶりに復帰した。2022年11月17日、契約満了による退団が発表された。
2023年、栃木シティFCへ移籍。

## エピソード
「反スポーツ的行為」の理由でイエローカードを提示されることが多く、2014年の14警告は同年のJ2における被警告数トップである。また2019年7月13日の横浜FC戦ではスポンサー看板を破壊したとして1試合の出場停止処分を科された。

## 個人成績
| クラブ成績 | クラブ成績     | クラブ成績 | リーグ | リーグ | カップ     | カップ     | リーグ杯   | リーグ杯   | 通算 | 通算 |
| シーズン   | クラブ         | リーグ     | 出場   | 得点   | 出場       | 得点       | 出場       | 得点       | 出場 | 得点 |
| ブラジル   | ブラジル       | ブラジル   | リーグ | リーグ | ブラジル杯 | ブラジル杯 | その他[a]  | その他[a]  | 通算 | 通算 |
| ---------- | -------------- | ---------- | ------ | ------ | ---------- | ---------- | ---------- | ---------- | ---- | ---- |
| 2010       | クリシューマ   | セリエC    | 3      | 0      | 0          | 0          | 0          | 0          | 3    | 0    |
| 2011       | クリシューマ   | セリエB    | 22     | 0      | 0          | 0          | 14         | 1          | 36   | 1    |
| 2012       | クリシューマ   | セリエB    | 7      | 0      | 0          | 0          | 8          | 0          | 15   | 0    |
| 2012       | ヴィラ・ノヴァ | セリエC    | 6      | 0      | 0          | 0          | 6          | 0          | 12   | 0    |
| 2012       | ABC            | セリエB    | 9      | 0      | 0          | 0          | 0          | 0          | 9    | 0    |
| 2013       | クリシューマ   | セリエB    | 9      | 0      | 0          | 0          | 0          | 0          | 9    | 0    |
| 日本       | 日本           | 日本       | リーグ | リーグ | 天皇杯     | 天皇杯     | ルヴァン杯 | ルヴァン杯 | 通算 | 通算 |
| 2014       | 岐阜           | J2         | 31     | 2      | 1          | 0          | -          | -          | 32   | 2    |
| 2015       | 岐阜           | J2         | 40     | 3      | 1          | 0          | -          | -          | 41   | 3    |
| ブラジル   | ブラジル       | ブラジル   | リーグ | リーグ | ブラジル杯 | ブラジル杯 | その他[a]  | その他[a]  | 通算 | 通算 |
| 2016       | ボタフォゴ-PB  | セリエC    | 4      | 0      |            |            |            |            |      |      |
| 日本       | 日本           | 日本       | リーグ | リーグ | 天皇杯     | 天皇杯     | ルヴァン杯 | ルヴァン杯 | 通算 | 通算 |
| 2017       | 岐阜           | J2         | 18     | 1      | 1          | 0          | -          | -          | 19   | 1    |
| 2018       | 栃木           | J2         | 38     | 0      | 0          | 0          | -          | -          | 38   | 0    |
| 2019       | 栃木           | J2         | 39     | 3      | 0          | 0          | -          | -          | 39   | 3    |
| 2020       | 山口           | J2         | 30     | 2      | -          | -          | -          | -          | 30   | 2    |
| 2021       | 山口           | J2         | 8      | 1      | 1          | 0          | -          | -          | 9    | 1    |
| 2022       | 岐阜           | J3         | 17     | 0      | 0          | 0          | -          | -          | 17   | 0    |
| 2023       | 栃木C          | 関東1部    |        |        |            |            | -          | -          |      |      |
| 通算       | ブラジル       | ブラジル   | 60     | 0      | 0          | 0          | 28         | 1          | 88   | 1    |
| 通算       | 日本           | 日本       | 221    | 12     | 4          | 0          | -          | -          | 225  | 12   |
| 総通算     | 総通算         | 総通算     | 281    | 12     | 4          | 0          | 28         | 1          | 313  | 13   |

- a. ^  コパ・スダメリカーナ、カンピオナート・カタリネンセ、カンピオナート・ミネイロ、国際親善試合
- Jリーグ初出場 - 2014年4月13日 J2第7節 対横浜FC (ニッパ球)
- Jリーグ初得点 - 2014年8月10日 J2第26節　対愛媛FC (長良川)